# Svatoňovice
Svatoňovice (en allemand : Schwansdorf) est une commune du district d'Opava, dans la région de Moravie-Silésie, en République tchèque. Sa population s'élevait à 265 habitants en 2021.

## Géographie
Svatoňovice se trouve à 3 km à l'est de Budišov nad Budišovkou, à 24 km au sud-ouest d'Opava, à 43 km à l'ouest d'Ostrava et à 234 km à l’est-sud-est de Prague.
La commune est limitée par Kružberk au nord, par Staré Těchanovice, Vítkov et Čermná ve Slezsku à l'est, par zone miliaire de Libavá au sud, et par Budišov nad Budišovkou à l'ouest.

## Histoire
La première mention écrite de la localité date de 1377.

## Transports
Par la route, Svatoňovice se trouve à 7 km de Vítkov, à 28 km d'Opava, à 65 km d'Ostrava et à 298 km de Prague.